# François Delarue
Pour les articles homonymes, voir Delarue.

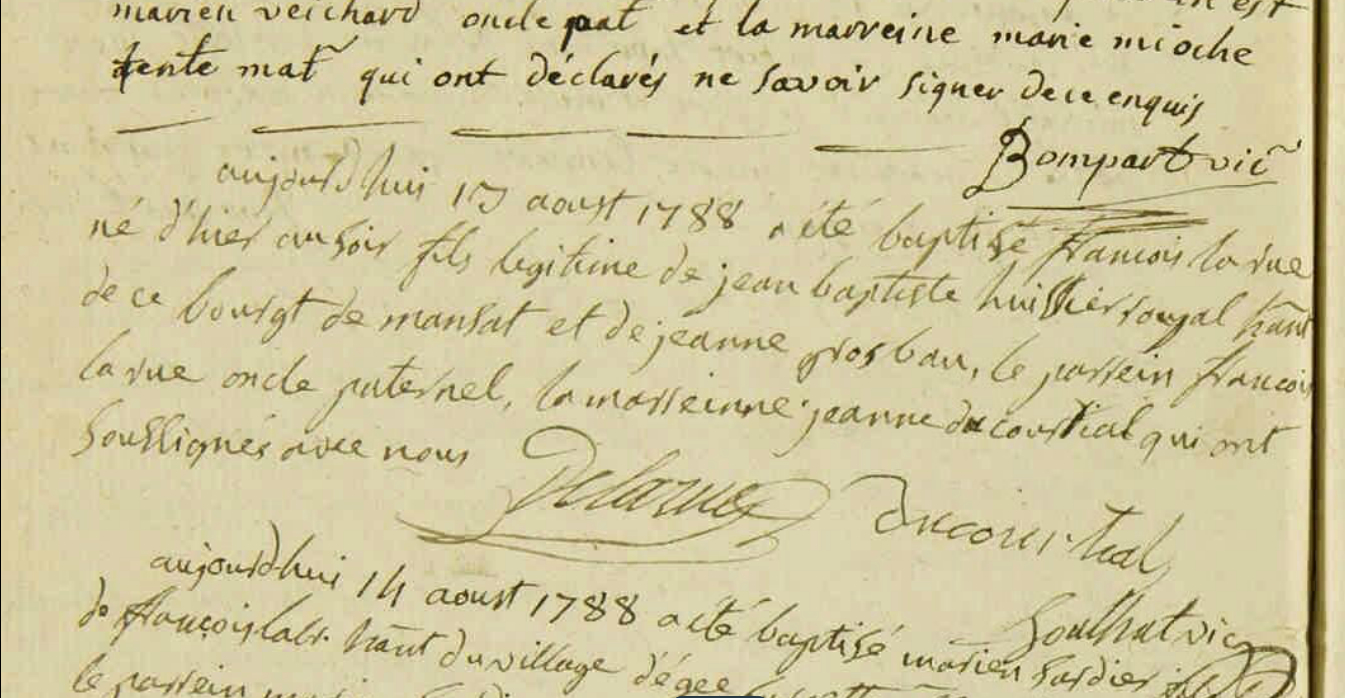
Acte de baptême de François Delarue.

François Delarue, né à Manzat le 12 août 1788 et mort à Paris le 19 février 1842, est un médecin français. Considéré de son vivant comme un grand savant, il est l'auteur de nombreux ouvrages sur la médecine ainsi que diverses études historiques et juridiques.

## Principales publications
- Dissertation sur la péritonite (1810)
- Avis sur les maladies vénériennes, ou Description par laquelle on peut reconnaître ces terribles maladies, moyens que l'on peut employer pour se guérir (1816)
- Cours complet des maladies des yeux, suivi d'un traité abrégé d'hygiène oculaire (1820)
- Mémoire sur les bons effets des attouchements avec la pierre infernale, aidés d'une compression méthodique et de l'usage des collyres astringens, dans le traitement du straphylome de la cornée transparente (1823)
- Tableau de la syphilis, dite maladie vénérienne, contenant les moyens de se préserver des suites fâcheuses de cette terrible maladie (1823)
- Recherches sur la religion chrétienne, mêlées de quelques réflexions, pouvant servir à dissiper les doutes de ceux qui veulent s'éclairer au flambean de la vérité (1823)
- De la Septennalité et de ses conséquences (1824)
- De la Nécessité et de la possibilité d'améliorer le service de santé dans les grands hôpitaux civils de France, mémoire adressé au roi, aux ministres, aux Chambres et à MM. les administrateurs de ces mêmes hôpitaux (1826)
- Mémoire sur le croup (1826)
- Le Vade-mecum de chaque complexion pour prolonger la vie, ou Tableau raisonné des divers tempéramens et des maladies occasionnées par le sang, la bile, la pituite, les glaires, les humeurs noires, l'atrabile, la mélancolie et le fluide nerveux (ou les nerfs) (1828)
- De la peur et de la folie des gouvernemens de l'Europe au sujet du choléra, et de la seule manière d'en préserver les peuples (1831)
- Du Pouvoir constituant et du principe souverain, d'après M. de Cormenin, au sujet de la Charte de 1830 (1831)
- La Nouvelle Médecine domestique (1831)
- Le Guide de la santé, ou Tableaux complets des maladies secrètes (1833)